# Cantone di Palmares
Il cantone di Palmares è un cantone della Costa Rica facente parte della provincia di Alajuela.

## Geografia antropica

### Suddivisioni amministrative

Mappa di Cantone di Palmares

Il cantone è suddiviso in 7 distretti:
- Buenos Aires
- Candelaria
- Esquipulas
- Granja
- Palmares
- Santiago
- Zaragoza